# Пинцоло, Джозеф
Бонавентура «Джозеф» Пинцоло  (итал. Bonaventura «Joseph» Pinzolo; 1 декабря 1887 — 5 сентября 1930) — итало-американский мафиози, второй в истории босс Семьи Луккезе, контролирующей организованную преступную деятельность в Нью-Йорке, США.
Также был известен под именем «Жирный Джо» (англ. Fat Joe).

## Ранние годы
Бонавентура Пинцоло родился в декабре 1887 года в сицилийской коммуне Серрадифалько. В середине 1900-х годов Пинцоло иммигрировал в США, где вскоре занялся криминальной деятельностью. В 1908 году он был арестован за вымогательство в отношении Франсиско Спинелли, владельца здания в районе Манхэттена на 11-улице, которое Пинцоло хотел взорвать с помощью динамита. Вскоре после ареста Джозеф открестился от своего босса Джузеппе Костабиле, представителя каморры, который контролировал нижние районы Манхэттена — от Хаустон-стрит до Канал-стрит, а также от Восточного Бродвея до Ист-Ривера. В итоге Пинцоло отсидел в тюрьме 2 года и 8 месяцев.

## Босс мафии
Во время Кастелламмарской войны Пинцоло был на стороне Джо Массерии, влиятельного криминального босса. В 1930 году после убийства Гаэтано «Томми» Рейны, который на протяжении десяти лет был главой Семьи Луккезе, Массерия решил взять его семью под свой контроль и назначить боссом близкого соратника — Джозефа Пинцоло. Главным подозреваемым в убийстве Рейны являлся Вито Дженовезе, но по одной из версий именно Пинцоло являлся убийцей.
Пинцоло взял под контроль бизнес Рейны, включавший торговлю льдом на территории Бронкса, опередив других членов семьи — Томми Гальяно и Томми Луккезе. Однако он не пытался поднять свой авторитет в «семье», к тому же, Гальяно и Луккезе подозревали, что Пинцоло намерен защищать интересы только Джо Массерии. Из-за плохого характера Пинцоло, большинство подчинённых возненавидело его. По словам Джозефа Бонанно, внутри семьи произошёл раскол, который сформировал группу из авторитетных персон — Томми Гальяно, Томми Луккезе, Доминика Петрилли и других. В конечном итоге, эта враждебная фракция решила расправиться с Джозефом Пинцоло.

## Смерть
5 сентября 1930 года Джозеф Пинцоло отправился на встречу в здание Брокау в районе Бродвея, прибыв на место, он был убит пятью выстрелами. Офис под номером 1007, в котором располагалась компания «California Dry Fruit Importers», был арендован Томми Луккезе за четыре месяца до убийства Пинцоло, поэтому он и стал главным подозреваемым, но из-за нехватки доказательств все обвинения были сняты. Согласно Джозефу Валачи, убийцей был Джироломо Сантуччо.
Похоронен на кладбище Вудсайд в Нью-Йорке.